# حس متباين
الحس المتباين (Alliesthesia (تتكون من (alliós) بمعنى متغير، و (aísthēsis) بمعنى شعور وإدراك ; وتكتب بـالفرنسية : alliesthésie, والألمانية : Alliästhesie) هو مصطلح يصف اعتماد إدراك شعور السعادة أو الاشمئزاز الذي يتم الإحساس به عند تناول مثير على «وسط داخلي» للكائن العضوي. لذلك فإن المثير القادر على الارتقاء بحالة الوسط الداخلي للفرد سيُقال إنه مثير سار. على النقيض، فإن المثير الذي سيؤثر سلبًا في الوسط الداخلي للكائن العضوي سيُقال أنه مثير غير سار أو مؤلم. لا يقتصر اعتماد الإحساس الناتج حينئذ على حالة المثير أو على شدته، ولكنه يعتمد بالأحرى على المستقبلات الداخلية وهو يتميز بأنه ذاتي.
يعد الحس المتباين ظاهرة فسيولوجية ولا ينبغي الخلط بينها وبين عرض المرضي لداء الحس المتباين.
 وهناك ظاهرة أخرى تعتمد على عوامل حسية وهي «الشبع المرتبط بالحواس».

## أنماط الحس المتباين
- الحس المتباينالحراري : هو الحسن المتباين الناتج عن الإحساس الحراري (حرارة أو برودة) - وهي تسهم بشكل أساسي في التنظيم الحراري الاستتبابي.
- الحس المتباين الشمي : الحس المتباين الخاص بـالشم (حاسة الشم)
- الحس المتباين الذوقي : الحس المتباين الخاص بـالتذوق - انظر الأذواق الأولية (عذب ومالح ومؤلم وحامضي ولذيذ

و«كالسيوم»)
- الحس المتباين الشمي الذوقي أو الحس المتباين الذوقي: أي الحس المتباين الخاص بالأذواق والنكهات المتعلقة بتناول الطعام
- الحس المتباين النظري/البصري: الحس المتباين الخاص بـالرؤية
- الحس المتباينالسمعي : الحس المتباين الخاص بـ (حاسة) السمع

يتواجد كل نمط من هذه الأنماط من الحس المتباين في اتجاهين متضادين تمامًا:
- الحس المتباين السلبي: الذي يشير إلى تحول الشعور من السعادة إلى الحزن
- الحس المتباينالإيجابي: الذي يشير إلى تحول الشعور من الحزن إلى السعادة

## اكتشاف المفهوم
إن مؤسس ظاهرة الحس المتباين هو عالم الفسيولوجي الفرنسي ميشيل كاباناه (Michel Cabanac). وقد تبع أول إصدار علمي من عام 1986  ما يزيد عن 40 إصدارًا في الدوريات العالمية، على سبيل المثال: 1970 في نيتشر وفي عام 1971 في ساينس. وقد طرح مصطلح الليسثيسيا للمرة الأولى في ملحق بحث الدور الفسيولوجي للسعادة وقد تم اختياره بالاشتراك مع المؤلف ستيليانوس نيكولاديس. وقد تم اكتشاف الليسثيسيا من خلال تجارب أجريت على بشر ثم تم التأكد منها من خلال إجرائها على فئران تجارب (فئران سمراء).